# 51e régiment aéroporté de la Garde
Pour les articles homonymes, voir 51e régiment.
Le 51e régiment aéroporté de la Garde (unité militaire n° 33842) est une unité des troupes aéroportées russes basée à Toula, qui fait partie de la 106e division aéroportée de la Garde.